# 60622 Прітчет
60622 Прітчет (60622 Pritchet) — астероїд головного поясу, відкритий 30 березня 2000 року.
Тіссеранів параметр щодо Юпітера — 3,619.